# Домб'є (Верушовський повіт)
Домб'є (пол. Dąbie) — село в Польщі, у гміні Ґалевиці Верушовського повіту Лодзинського воєводства. Населення — 129 осіб (2011).
У 1975—1998 роках село належало до Каліського воєводства.

## Демографія
Демографічна структура станом на 31 березня 2011 року:
|          | Загалом | Допрацездатний вік | Працездатний вік | Постпрацездатний вік |
| -------- | ------- | ------------------ | ---------------- | -------------------- |
| Чоловіки | 59      | 8                  | 39               | 12                   |
| Жінки    | 70      | 14                 | 38               | 18                   |
| Разом    | 129     | 22                 | 77               | 30                   |